# Hermann Bickler
Christian Hermann Bickler, conegut també com a Rodolf Lang o Lichten-Berger (Hottviller, Mosel·la, 1904 - vora el llac Maggiore, 1984) fou un polític alsacià. Pertanyia a una família de mennonites i es llicencià en dret a la Universitat d'Estrasburg el 1927. El 1924 fundà la Studentischer Heimatbund, que defensava l'alemany a Alsàcia-Lorena. Implicat en el nacionalisme alsacià, el 1927 es va adherir a l'Unabhängige Landespartei de Karl Roos. El 1934 exercí com a advocat a Estrasburg amb Pierre Bieber. El 1927 participà en el Congrés del Partit Autonomista Bretó a Quimper el 1927, i col·laborà sovint a Breiz Atao i a Peuples et Frontières. El 1932 va fundar l'Elsass-Lorthringische Jungmannschaf (Equip de Joves d'Alsàcia-Lorena), que adoptà com a ideologia el nacional-socialisme, i el 18 de juny de 1936 el Partit Alsacià-Lorenès (ELP), amb el diari Frei Volk. Ambdós foren prohibits el 21 d'abril de 1939.
El 31 d'octubre de 1939 fou internat a Nancy amb altres diputats nacionalistes alsacians. El 15 de juliol de 1940 fou alliberat per la Wehrmacht i el setembre de 1940 fou nomenat Kreisleiter del NSDAP a Estrasburg pel Reichführer SS Heinrich Himmler. Participà des d'aleshores en la neteja lingüística del francès a Alsàcia-Lorena i en la incorporació a la Wehrmacht dels anomenats Malgré-Nous. El 1942 fou un dels caps de la Gestapo a París. El gener de 1943 marxà al Front Oriental com a coronel de les SS. Després de l'intent d'atemptat contra Adolf Hitler el 20 de juliol de 1944 fou arrestat, però l'alliberaren poc després.
Prudentment, marxà d'Estrasburg a Hornbach (Alemanya, a 20 km de Bitche) com a cap SD a Alsàcia i el sud-oest d'Alemanya. El fet d'haver format part dels serveis secrets li va permetre, després de l'enfonsament del Tercer Reich, d'escapar als tribunals francesos, que el 1947 el condemnaren a mort en contumàcia. Es va refugiar al Tirol del Sud i el 1964 es va establir com a home de negocis vora el Llac Maggiore, a Suïssa. El 1978 va publicar les seves memòries Ein besonderes Land : Erinnerungen und Betrachtungen eines Lothringers.